# Variabile libera
In logica matematica e in particolare in un linguaggio del primo ordine si dice che una variabile occorre libera in una formula ben formata {\displaystyle {\mathcal {A}}} se nella formula tale variabile appare al di fuori del dominio di un quantificatore sulla variabile stessa.

## Operatori che vincolano la variabili
Ognuno dei seguenti operatori vincola la variabile x.
{\displaystyle \sum _{x\in S}\quad \quad \prod _{x\in S}\quad \quad \int _{0}^{\infty }\,dx\quad \quad \lim _{x\to 0}\quad \quad \forall x\quad \quad \exists x}

## Esempi
- Nella formula

{\displaystyle \forall xA(x)}
(dove {\displaystyle A} è un simbolo per predicato unario) la sola variabile presente è {\displaystyle x} che non occorre libera poiché è quantificata da {\displaystyle \forall x}.
- Nella formula

{\displaystyle \forall xA(x,y)}
(dove {\displaystyle A} è un simbolo per predicato binario) sono presenti le variabili {\displaystyle x} e {\displaystyle y} di cui {\displaystyle y} occorre libera (non ci sono quantificatori su {\displaystyle y}) ma {\displaystyle x} no.
- Nella formula

{\displaystyle A(x)\lor \forall x\lnot A(x)}
(dove {\displaystyle A} è un simbolo per predicato unario), la variabile {\displaystyle x} compare sia come variabile libera (la prima istanza non ricade nel dominio del {\displaystyle \forall }) che come variabile quantificata.

## Definizione ricorsiva
La nozione di occorrenza libera in {\displaystyle {\mathcal {A}}} si può definire ricorsivamente nel seguente modo:
- se {\displaystyle {\mathcal {A}}} è una formula atomica allora x occorre libera in {\displaystyle {\mathcal {A}}} se x compare in {\displaystyle {\mathcal {A}}}.
- se {\displaystyle {\mathcal {A}}} è ottenuta dalle formule {\displaystyle {\mathcal {B}}} e {\displaystyle {\mathcal {C}}} congiungendo queste con un simbolo di connettivo logico allora x occorre libera in {\displaystyle {\mathcal {A}}} se x occorre libera in {\displaystyle {\mathcal {B}}} o in {\displaystyle {\mathcal {C}}}.
- se {\displaystyle {\mathcal {A}}} ha la forma {\displaystyle \forall x_{i}{\mathcal {B}}} oppure {\displaystyle \exists x_{i}{\mathcal {B}}} allora x occorre libera in {\displaystyle {\mathcal {A}}} se occorre libera in {\displaystyle {\mathcal {B}}} e {\displaystyle x\neq x_{i}}

Il fatto che questa definizione ricorsiva sia ben posta è garantito dal teorema di ricorsione assieme con il teorema di leggibilità unica.